# Dominik Schlumpf
Dominik Schlumpf (Mönchaltorf, 3 marzo 1991) è un hockeista su ghiaccio svizzero che gioca, dalla stagione 2011-2012, nella Lega Nazionale A con l'HC Lugano.

## Statistiche
Statistiche aggiornate a luglio 2013.

### Club
| Stagione | Squadra               | Stagione regolare | Stagione regolare | Stagione regolare | Stagione regolare | Stagione regolare | Stagione regolare | Playoff | Playoff | Playoff | Playoff | Playoff |
| Stagione | Squadra               | Lega              | P                 | G                 | A                 | Pt                | PIM               | P       | G       | A       | Pt      | PIM     |
| -------- | --------------------- | ----------------- | ----------------- | ----------------- | ----------------- | ----------------- | ----------------- | ------- | ------- | ------- | ------- | ------- |
| 2006-07  | ZSC U20               | Elite Jr. B       | 13                | 1                 | 2                 | 3                 | 6                 |         |         |         |         |         |
| 2007-08  | ZSC U17               | Elite Novizen     | 11                | 3                 | 3                 | 6                 | 18                | 12      | 3       | 4       | 7       | 14      |
|          | GCK/ZSC Lions U20     | Elite Jr. A       | 35                | 2                 | 8                 | 10                | 24                | 6       | 1       | 2       | 3       | 2       |
| 2008-09  | Shawinigan Cataractes | QMJHL             | 22                | 0                 | 3                 | 3                 | 8                 |         |         |         |         |         |
| 2009-10  | Shawinigan Cataractes | QMJHL             | 61                | 1                 | 11                | 12                | 31                | 6       | 1       | 2       | 3       | 4       |
| 2010-11  | Shawinigan Cataractes | QMJHL             | 56                | 2                 | 10                | 12                | 17                | 12      | 0       | 0       | 0       | 4       |
| 2011-12  | Lugano                | NLA               | 16                | 0                 | 2                 | 2                 | 8                 | 6       | 0       | 1       | 1       | 2       |
|          | Bern                  | NLA               | 1                 | 0                 | 0                 | 0                 | 0                 | -       | -       | -       | -       | -       |
|          | Basel                 | NLB               | 3                 | 0                 | 0                 | 0                 | 0                 | -       | -       | -       | -       | -       |
| 2012-13  | Lugano                | NLA               | 50                | 2                 | 8                 | 10                | 26                | 7       | 0       | 0       | 0       | 0       |
| 2013-14  | Lugano                | NLA               | 0                 | 0                 | 0                 | 0                 | 0                 |         |         |         |         |         |

### Nazionale
| Stagione | Livello               | Risultati        | Risultati | Risultati | Risultati | Risultati | Risultati |
| Stagione | Livello               | Competizione     | P         | G         | A         | Pt        | PIM       |
| -------- | --------------------- | ---------------- | --------- | --------- | --------- | --------- | --------- |
| 2006-07  | Switzerland U16 (all) | International-Jr | 16        | 0         | 0         | 0         | -         |
| 2007-08  | Switzerland U17 (all) | International-Jr | 7         | 0         | 0         | 0         | 4         |
|          | Switzerland U18       | WJC-18           | 6         | 1         | 1         | 2         | 4         |
|          | Switzerland U18 (all) | International-Jr | 13        | 1         | 2         | 3         | 4         |
| 2008-09  | Switzerland U18 (all) | International-Jr | 7         | 0         | 1         | 1         | 4         |
| 2009-10  | Switzerland U20       | WJC-20           | 7         | 1         | 1         | 2         | 6         |
|          | Switzerland U20 (all) | International-Jr | 16        | 1         | 2         | 3         | 10        |
| 2010-11  | Switzerland U20       | WJC-20           | 6         | 1         | 0         | 1         | 2         |
|          | Switzerland U20 (all) | International-Jr | 11        | 1         | 0         | 1         | 2         |
| 2012-13  | Switzerland (all)     | International    | 5         | 0         | 1         | 1         | 2         |

## Palmarès

### Club
- Elite Jr. A: 1

 GCK Lions: 2007-08